# Anthony Griffin
Pas d'image ? Cliquez ici

a Compétitions nationales et continentales officielles uniquement.

Anthony Griffin, né le 26 août 1966 à Rockhampton (Australie), est un ancien joueur anglais de rugby à XIII reconverti en tant qu'entraineur. Il évolue dans les années 1980 dans des divisions inférieurs dans l'état du Queensland au poste de pilier. C'est dans l'activité d'entraîneur qu'il établit une renommée. Après des années à entraîner en Queensland Cup, il est nommé entraîneur des Brisbane Broncos en National Rugby League de 2011 à 2014 où en quatre saisons le club se qualifie à trois reprises en phase finale et dispute une finale préliminaire en 2011. Remplacé par Wayne Bennett à Brisbane, il rebondit en 2016 en prenant en main durant trois saisons les Penrith Panthers comptant trois nouvelles participants d'affilée en phase finale mais il est licencié en août 2018. En 2021, il est nommé entraîneur de St. George Illawarra.